# Peitschennasen-Angler
Die Peitschennasen-Angler (Gigantactinidae, (Gr., gigas = groß, aktis = Strahl)) sind eine Familie der Tiefsee-Anglerfische (Ceratioidei). Sie leben im Atlantik, im Indischen Ozean und im Pazifik. 

## Merkmale
Die Weibchen haben einen langgestreckten Körper. Ihre Angel (Illicium) ist körperlang oder länger. Der Oberkiefer ist etwas kürzer als der Unterkiefer. Ihre Brustflossen haben 5 Flossenstrahlen, die Rückenflosse 3 bis 10, die Afterflosse 3 bis 8 und die Schwanzflosse 9. Peitschennasen-Angler ernähren sich von anderen Tiefseefischen. Ihre Larven haben eine lockere Haut und einen aufgeblähten Körper. Es gibt bisher keine Hinweise auf Brutparasitismus.

## Gattungen und Arten

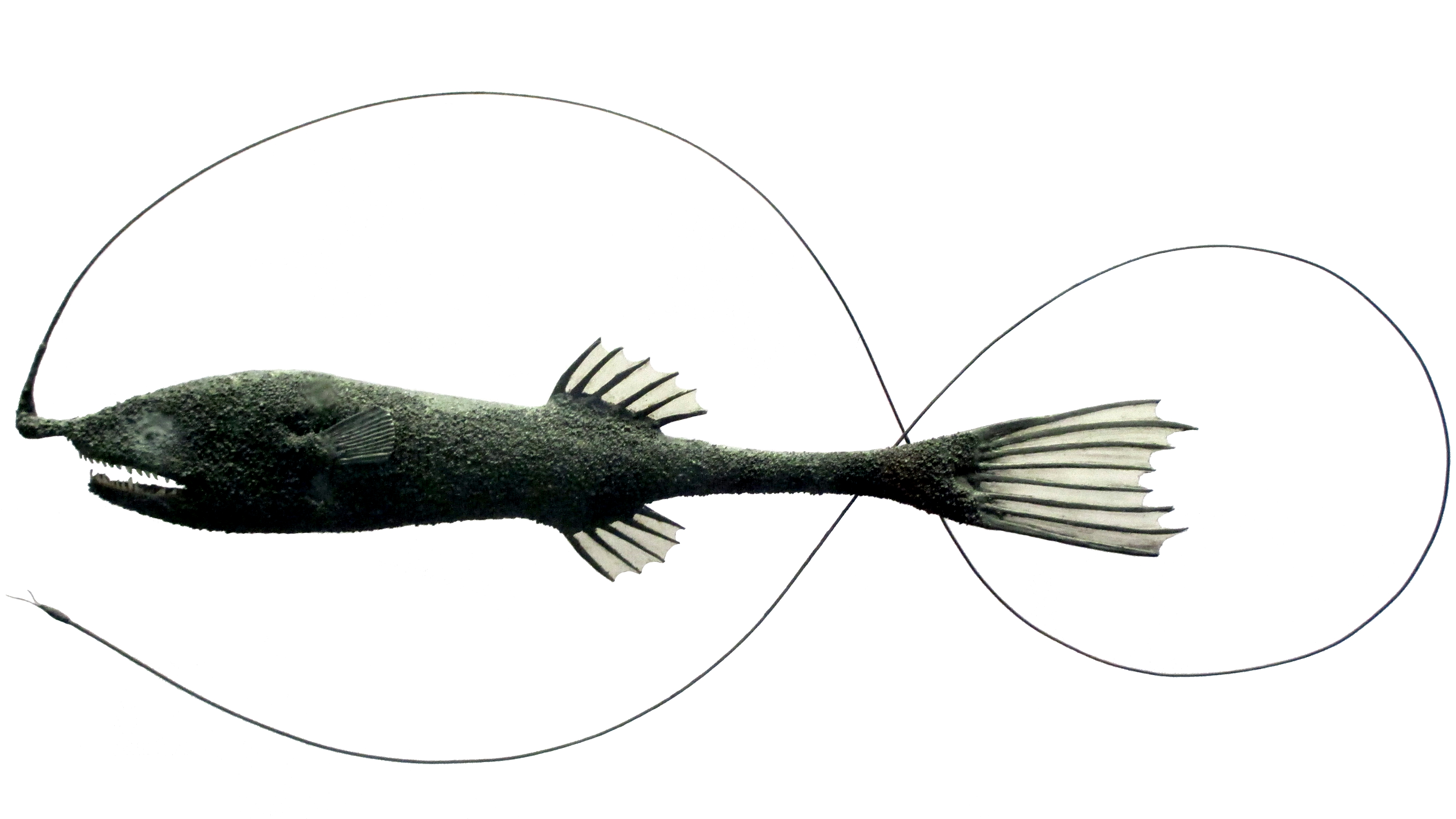
Gigantactis macronema

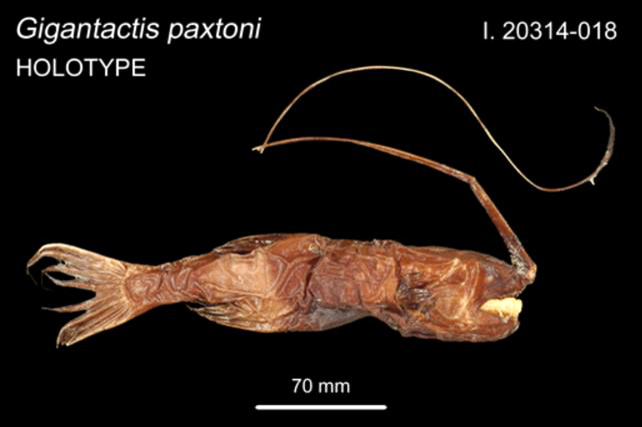
Gigantactis paxtoni

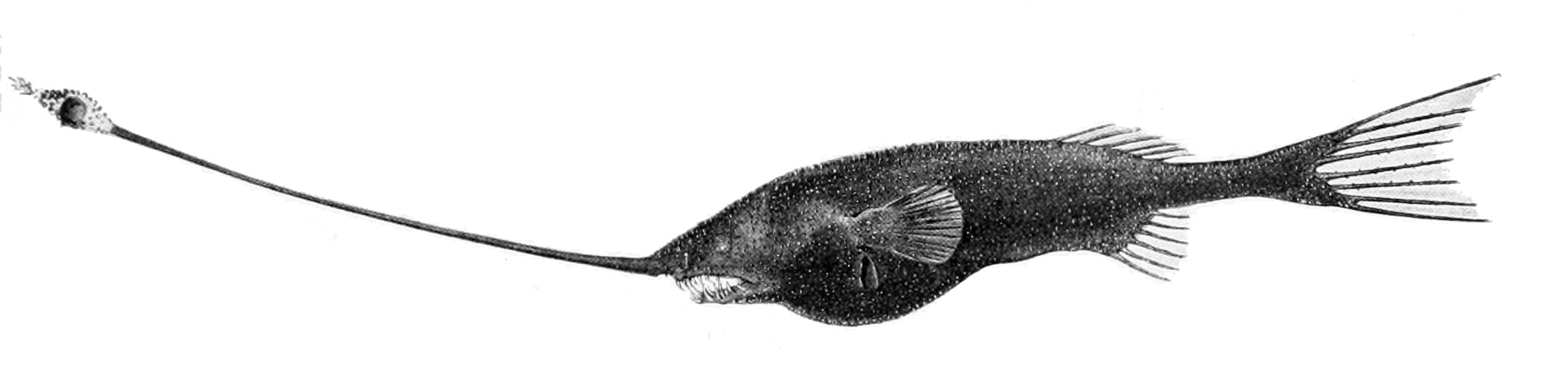
Gigantactis vanhoeffeni

- Gigantactis  Brauer, 1902
  - Gigantactis balushkini Kharin, 1984
  - Gigantactis elsmani  Bertelsen, Pietsch & Lavenberg, 1981
  - Gigantactis gargantua Bertelsen, Pietsch & Lavenberg, 1981
  - Gigantactis gibbsi Bertelsen, Pietsch & Lavenberg, 1981
  - Gigantactis golovani Bertelsen, Pietsch & Lavenberg, 1981
  - Gigantactis gracilicauda Regan, 1925
  - Gigantactis herwigi Bertelsen, Pietsch & Lavenberg, 1981
  - Gigantactis ios Bertelsen, Pietsch & Lavenberg, 1981
  - Gigantactis kreffti Bertelsen, Pietsch & Lavenberg, 1981
  - Gigantactis longicauda  Bertelsen & Pietsch, 2002
  - Gigantactis longicirra Waterman, 1939
  - Gigantactis macronema Regan, 1925
  - Gigantactis meadi Bertelsen, Pietsch & Lavenberg, 1981  
  - Gigantactis microdontis Bertelsen, Pietsch & Lavenberg, 1981 
  - Gigantactis microphthalmus (Regan & Trewavas, 1932)
  - Gigantactis paxtoni Bertelsen, Pietsch & Lavenberg, 1981
  - Gigantactis perlatus Beebe & Crane, 1947
  - Gigantactis savagei Bertelsen, Pietsch & Lavenberg, 1981
  - Gigantactis vanhoeffeni Brauer, 1902
  - Gigantactis watermani Bertelsen, Pietsch & Lavenberg, 1981
- Rhynchactis Regan, 1925
  - Rhynchactis leptonema  Regan, 1925
  - Rhynchactis macrothrix  Bertelsen & Pietsch, 1998
  - Rhynchactis microthrix  Bertelsen & Pietsch, 1998